# Aplasta monotonia
Aplasta monotonia är en fjärilsart som beskrevs av Otto Staudinger 1920. Aplasta monotonia ingår i släktet Aplasta och familjen mätare. Inga underarter finns listade i Catalogue of Life.